# Napi (humorista gráfico)
José Manuel Álvarez Crespo (16 de marzo de 1953, San Sebastián, España), conocido por el seudónimo Napi, es un humorista gráfico y caricaturista español, que ha desarrollado su carrera profesional en Tarragona.
La fundación medioambiental Mare Terra Fundació Mediterrània le ha concedido una mención especial de la Red Internacional de Escritores por la Tierra, dentro de sus premios anuales Ones, en su edición 2022, "por utilizar el humor y la sátira para fomentar el espíritu crítico" y "por concienciar sobre temas como los derechos humanos y el medioambiente con dibujos irónicos, irreverentes y, en definitiva, brillantes."
Su obra se caracteriza por la crítica política y social. Como él mismo ha explicado en entrevistas, desde pequeño "veía que la realidad inventada por los adultos era absurda y la rechacé. Desde entonces me focalicé en el dibujo crítico."
Actualmente dibuja una viñeta diaria en el Diari de Tarragona y ha colaborado en La Vanguardia, El Punt, El Jueves, Més Tarragona (2007-2017), El Triangle y El Economista, entre otras publicaciones.

## Biografía

### Inicios
En el año 1970 ya publicaba en el Diari de Tarragona, que entonces llevaba el nombre de Diario Español y dirigía el periodista Domingo Medrano. En este periódico ha dibujado en distintas etapas: en los años 70, del 1987 a 1997, con la dirección de Antoni Coll, y desde 2017 hasta la actualidad.
Con 18 años recibió un premio por sus dibujos, el Lápiz de plata, que concedía el grupo de grandes almacenes El Corte Inglés.
Y a los 20 años fue seleccionado para participar en el Almanaque Agroman 1974 (publicado en Madrid en diciembre de 1973), una antología de viñetas de dibujantes de toda España, junto a grandes nombres como Cesc, Benejam, Muntañola o Mingote.
A finales de aquellos años 70 editó en su ciudad de adopción, Tarragona, con el ilustrador Diego Sánchez, la revista Tarrakomix (1977), y años después, en 2004, impulsó otra revista de cómics, Delirópolis, con los dibujantes tarraconenses Miguel Villalba, Elchicotriste, y Hugo Prades.

### Obra publicada
Desde los años 80 sus viñetas han sido recogidas en diferentes libros como L’embut (1987), S’ha acabat el bròquil (Pau Gavaldà, 1992), Bocadillos de risa (Arola Editors, 1999) y Humor se le supone. Recuerdos de la puta mili (Arola Editors, 2009), además de ilustrar libros de otros autores. Entre estos, se pueden destacar Embolica que fa fort, de Joan Carnicer (Edicions El Mèdol, 1991), Dins el marc, de Tate Cabré (Diari de Tarragona, 1992), Els Borbons en pilotes (Cossetània Edicions, 2004), Viure amb risc, de Rosa Queralt (Arola Editors, 2003), Incunable(s), de Joana Zaragoza (Publicaciones de la Universidad Rovira i Virgili, 2017) y El corredor de Tarraco (2021), de Moisés Peñalver.
Entre 2012 y 2015 la editorial Efadós publicó un volumen anual de sátira política con una selección de las mejores viñetas de los dibujantes de diarios y semanarios, en especial de Cataluña. Napi fue uno de los elegidos para los cuatro volúmenes, al lado de humoristas destacados como Ferreres (El Periódico), Toni Batllori y Kap (La Vanguardia), Farruqo y Fran Domènech (Ara), Fer (El Punt Avui), Manel Fontdevila (El Jueves), Ferran Martín (lainformacion.com)  y Ermengol (La Mañana).
En los últimos años ha escrito relatos que han sido publicados en los volúmenes colectivos Un bar de contes (Arola Editors 2011-2012) y Burdelatura (Silva Editorial, 2017).

### Obra expuesta y otras colaboraciones profesionales
Además, su obra gráfica se ha expuesto en ciudades como Tarragona, Alicante, Santander, Lérida, Barcelona y Madrid, en la Universidad de Alcalá de Henares y en otros países como Andorra y Francia.
Ha participado en diversas campañas publicitarias y es autor de la mascota Peluso de la entidad medioambiental Mare Terra Fundació Mediterrània. 

En marzo del 2022 ha estrenado con el periodista y escritor Carles Marquès una obra de radioteatro, Olla barrejada, en las emisoras de radio de la Xarxa en el Campo de Tarragona.

## Premios
Además de los premios citados anteriormente, ha recibido varios reconocimientos más a su labor, como el premio del concurso convocado por la revista El Jueves (Barcelona, 1985), el premio Paleta Agroman de caricatura (Madrid, 1990), el Populares COPE (1995), la Petxina Dorada del Colegio de Periodistas de la Demarcación de Tarragona (2002), el Premio de Comunicación Tarragona, organizado por la publicación digital La República Checa (2019), la Distinción Paul Harris de la Fundación Rotary Internacional (2020), por el Rotary Club de Tarragona Tàrraco-August, con el que colabora con frecuencia, o el Mérito a los Servicios Distinguidos del Consejo Comarcal del Tarragonés (2021).

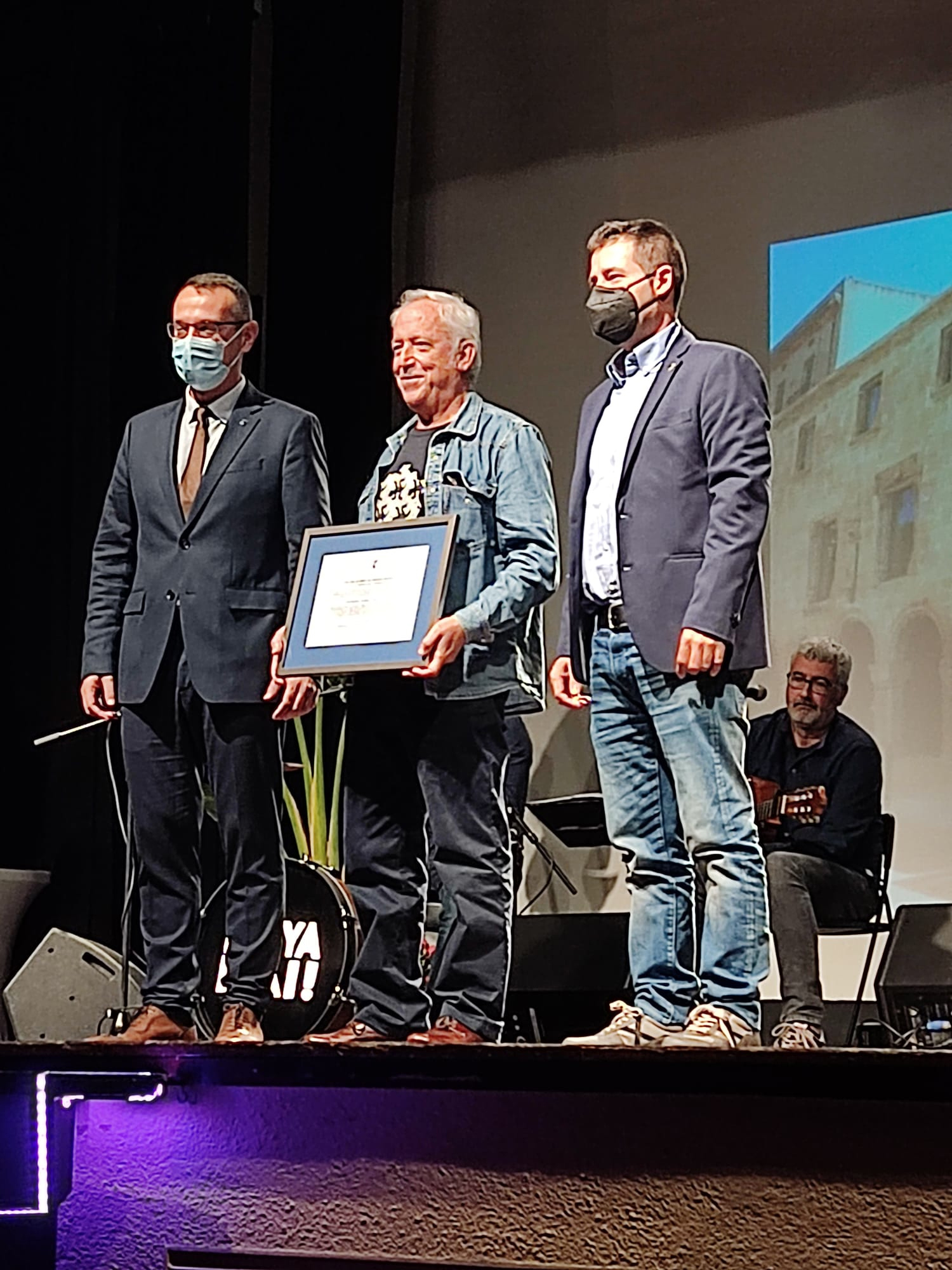
Roda de Berà, 2021. Napi (centro de la imagen) recibe el premio al Mérito a los Servicios Distinguidos, del Consell Comarcal del Tarragonès.